# 항공개발실험집단
항공개발실험집단(일본어: 航空開発実験集団 코쿠카이하쓰짓켄슈단[*], 영어: Development and Test Command (ADTC))는 후추 기지에 있는 항공자위대의 군사 항공 체계 연구 및 개발, 실험, 평가를 총괄하는 기능 사령부이다.

## 역사
1955년 12월 1일, 하마마쓰 기지에서 실험항공대로서 창설되었다.
1957년 3월 31일, 실험항공대가 기후 기지로 옮겨갔다.
1958년 11월 1일, 다치카와 기지에서 임시 항공의학실험대가 창설되어, 이듬해 1959년 11월 1일에 임시를 떼고 정식부대가 되었다.
1961년 2월, 후추 기지에서 경계관제체계를 시험하는 전자실험대가 창설되었다.
1968년 10월, 전자실험대가 이루마 기지로 옮겨갔다.
1974년 4월 11일, 실험항공대가 항공실험단으로 재편성되었다.
1989년 3월 16일, 항공실험단, 전자실험대, 항공의학실험대의 3개 연구개발 실험부대를 합쳐 항공개발실험집단이 창설되었다. 전자실험대는 전자개발실험군, 항공실험단은 비행개발실험단으로 개명되었다.
2006년 12월 15일, 항공의학실험대의 제3, 4부가 이루마로 옮겨갔다.
2013년 3월 28일, 전자개발실험군이 후추 기지로 옮겨갔다.
2014년 8월 1일, 후추 기지로 사령부가 옮겨갔다.
2021년 4월 1일, 사령부 부서 중에서 연구개발부 산하 개발과, 연구과, 항공의학과가 폐지되고 기술과
2024년 4월 1일, 사령부에 장비개발관 보직이 신설되었다.
2025년 3월 4일, 항공의학실험대와 방위대신 직속 항공안전관리대를 병합하여 항공의학연구대를 창설하였다.

## 구조
| - 총무부 - 총무과 - 인사과 - 연구개발부 - 계획과 - 기술과 - 장비과 - 감리감찰관 - 의무관 - 장비개발관 | - 비행개발실험단 - 기후 기지 - 전자개발실험군 - 후추 기지 - 항공의학연구대 - 이루마 기지 |

## 계보
- 1955년 12월 1일, 実験航空隊→실험항공대
- 1989년 3월 16일, 航空開発実験集団→항공개발실험집단

## 같이 보기
- 방위성 기술연구본부
- 육상자위대: 개발실험단
- 해상자위대: 개발대군
- 일본 제국 육군: 육군항공심사부